# Notoceratops
Notoceratops is een geslacht van plantenetende ornithischische dinosauriërs dat tijdens het late Krijt leefde in het gebied van het huidige Argentinië. De enige bekende soort is Notoceratops bonarellii.

## Vondst en naamgeving
In 1918 meldde Augusto Tapia de vondst van een stuk onderkaak van een dinosauriër dat hij opgegraven had in de provincie Chubut bij het Lago Colhué Huapí, vermoedelijk in een laag van de Laguna Palacios-formatie die dateert uit het Campanien en ongeveer 77 miljoen jaar oud is. Hij benoemde meteen een typesoort: Notoceratops Bonarellii. De geslachtsnaam is afgeleid van het Klassiek Griekse notos, "het Zuiden", keras, "hoorn" en oops, "gezicht". De soortaanduiding eert Guido Bonarelli die het fossiel mede bestudeerd had. De beschrijving van de vondst door Tapia is minimaal en het is de vraag of de naam geen nomen nudum bleef — hijzelf vond van wel maar desalniettemin wordt hij in de literatuur altijd aangeduid als de naamgever. Tapia stuurde het bot naar Friedrich von Huene die het in 1929 minutieus beschreef en daarmee wellicht de echte naamgever werd. Volgens de huidige conventies wordt bonarellii met een kleine letter geschreven. Een curiositeit is dat in de meeste latere publicaties de soortaanduiding foutief als "bonarelli" gespeld wordt vanuit de onjuiste veronderstelling dat het afgeleid zou zijn van een gelatiniseerd "Bonarell~ius".
Het holotype is later zoekgeraakt. Het bestond uit een fragment van het dentarium van de onderkaak, waaruit de tanden echter waren verdwenen.

## Fylogenie
Het belang van Notoceratops ligt in de mogelijkheid, waarnaar de geslachtsnaam al verwijst, dat het een lid van de Ceratopia zou zijn. Het zou dan de eerste en enige ceratopiër zijn die uit Zuid-Amerika bekend is, een continent dat in het Opper-Krijt, toen de ceratopiërs zich ontwikkelden in Azië, geïsoleerd lag zodat het een raadsel is hoe een lid van die groep er verzeild had kunnen raken. Von Huene, die in 1929 de paleogeografische omstandigheden van het Krijt nog niet kon kennen, geloofde daarin en wees de soort zelfs aan de Ceratopidae toe. In 1950 veranderde hij echter van mening en wijzigde dat in de Protoceratopidae. Het stuk bot is echter lastig te determineren; in 1980 dacht Ralph Molnar zelfs dat het wel een lid van de Hadrosauridae zou betreffen. Latere schrijvers geven toe dat het puur afgaand op de beperkte informatie die Von Huenes beschrijving kan bieden tot de Ceratopia gerekend moet worden maar dan wel incertae sedis en als een nomen dubium.